# Gibberella indica
Gibberella indica är en svampart som beskrevs av B. Rai & R.S. Upadhyay 1982. Gibberella indica ingår i släktet Gibberella och familjen Nectriaceae.   Inga underarter finns listade i Catalogue of Life.